# Greny
Cet article concerne la commune française. Pour la rivière de Suisse, voir Greny (rivière).
Greny est une ancienne commune française située dans le département de la Seine-Maritime en Normandie.
Dans le cadre de la fusion le 1er janvier 2016 des 18 communes qui constituaient la communauté de communes du Petit Caux pour former la commune nouvelle du Petit-Caux, Greny devient à cette date une de ses communes déléguées.

## Toponymie
Le nom de la localité est attesté sous la forme Gregneius en 1059.

## Histoire
Pendant la Seconde Guerre mondiale, une station de radio-guidage Knickebein de la Luftwaffe (armée de l'air allemande) a été installé sur cette commune.

## Politique et administration

### Intercommunalité
La commune était membre de la communauté de communes du Petit Caux. Celle-ci s'est transformée le 1er janvier 2016 en commune nouvelle sous le nom du Petit-Caux et les 18 communes qui constituaient l'intercommunalité deviennent des communes déléguées, reprenant le nom et les limites territoriales des anciennes communes.
Le projet de schéma départemental de coopération intercommunale présenté par le préfet de Seine-Maritime le 2 octobre 2015 dans le cadre de l'approfondissement de la coopération intercommunale prévu par la Loi portant nouvelle organisation territoriale de la République (Loi NOTRe) du 7 août 2015 prévoit la fusion de la communauté de communes des Monts et Vallées (12 338 habitants), de cette commune nouvelle du Petit-Caux (9 042 habitants), et  une commune membre de la communauté de communes de Londinières (264 habitants).

### Liste des maires
| Période                                  | Période                        | Identité              | Étiquette | Qualité                                                                                               |
| ---------------------------------------- | ------------------------------ | --------------------- | --------- | --- |
| Les données manquantes sont à compléter. |                                |                       |           | |
| 1835                                     |                                | Jean Baptiste Prévost |           | |
| Les données manquantes sont à compléter. |                                |                       |           | |
| juin 1995                                | En cours (au 16 décembre 2015) | Jacques Beauval       |           | Exploitant agricole Réélu pour le mandat 2014-2020 Devient maire délégué de Greny le 1er janvier 2016 |

## Démographie
L'évolution du nombre d'habitants est connue à travers les recensements de la population effectués dans la commune depuis 1793. À partir du 1er janvier 2009, les populations légales des communes sont publiées annuellement dans le cadre d'un recensement qui repose désormais sur une collecte d'information annuelle, concernant successivement tous les territoires communaux au cours d'une période de cinq ans. 
Pour les communes de moins de 10 000 habitants, une enquête de recensement portant sur toute la population est réalisée tous les cinq ans, les populations légales des années intermédiaires étant quant à elles estimées par interpolation ou extrapolation. Pour la commune, le premier recensement exhaustif entrant dans le cadre du nouveau dispositif a été réalisé en 2004,.
En 2013, la commune comptait 134 habitants, en évolution de −4,29 % par rapport à 2008 (Seine-Maritime : +0,48 %, France hors Mayotte : +2,49 %).
| 1793 | 1800 | 1806 | 1821 | 1831 | 1836 | 1841 | 1846 | 1851 |
| ---- | ---- | ---- | ---- | ---- | ---- | ---- | ---- | ---- |
| 228  | 245  | 342  | 255  | 319  | 216  | 204  | 179  | 183  |

| 1856 | 1861 | 1866 | 1872 | 1876 | 1881 | 1886 | 1891 | 1896 |
| ---- | ---- | ---- | ---- | ---- | ---- | ---- | ---- | ---- |
| 186  | 174  | 190  | 160  | 171  | 188  | 184  | 192  | 175  |

| 1901 | 1906 | 1911 | 1921 | 1926 | 1931 | 1936 | 1946 | 1954 |
| ---- | ---- | ---- | ---- | ---- | ---- | ---- | ---- | ---- |
| 157  | 132  | 128  | 116  | 115  | 118  | 105  | 112  | 99   |

| 1962 | 1968 | 1975 | 1982 | 1990 | 1999 | 2004 | 2009 | 2013 |
| ---- | ---- | ---- | ---- | ---- | ---- | ---- | ---- | ---- |
| 121  | 122  | 124  | 102  | 111  | 105  | 130  | 141  | 134  |

## Culture locale et patrimoine

### Lieux et monuments
- Église Sainte-Anne située au centre de la commune.
- Ancienne mairie située à proximité de l'église au centre du village et remarquable par le crucifix situé dans une niche sur l'un de ses murs.

### Personnalités liées à la commune
Jean de Grouchy, premier enfant de Collard de Grouchy, épouse le 7 mars 1505 Isabaut de Morant, dame de Greny[réf. nécessaire].

### Héraldique
| Armes de Greny | Les armes de la commune de Greny se blasonnent ainsi : de sinople au chevron d’argent accompagné en chef de deux gerbes de blé et en pointe d’un arbre, le tout d’or, au chef du même chargé d’un léopard de gueules. Le léopard rappelle les armes de la Normandie. |